# Il matrimonio segreto (film)
Il matrimonio segreto è un film incompiuto diretto da Camillo Mastrocinque. La produzione si è interrotta nel 1943.
Il soggetto era ispirato all'omonimo dramma giocoso del 1792 di Domenico Cimarosa su libretto di Giovanni Bertati.

## Produzione
Nei primi anni quaranta l'organizzazione fascista dell'apparato di propaganda attraverso l'immagine era ammirata da parte dei responsabili della propaganda del governo di Franco, che pensava di imitarlo nel proprio territorio. Erano interessati al funzionamento dell'Istituto Luce, che produceva documentari di propaganda e cinegiornali che riportavano prontamente notizie sulla guerra civile, ma anche alle norme di censura a favore dell'ideologia fascista e le misure protezionistiche attuate dal governo italiano.
L'incontro tra Dionisio Ridruejo e Dino Alfieri a Roma nell'ottobre del 1938 diede inizio a una intensa linea di collaborazione cinematografica tra le due nazioni.
La collaborazione prevedeva lo scambio e il prestito di professionisti di ogni ramo cinematografico. A causa di un brusco rallentamento delle coproduzioni, nel 1942 a Madrid venne creata, dal volere della Banca Nazionale del Lavoro, la casa di produzione Sociedad Anónima Films Españoles (SAFE); tra le diverse produzioni commissionate, nel 1943 si scelse Camillo Mastrocinque come regista nella realizzazione del soggetto del dramma di Cimarosa. Ad agosto, i costumi del diciottesimo secolo da utilizzare per le riprese degli interni negli stabilimenti di Aranjuez erano pronti; così come gli esterni a Barcellona. Non si sa con esattezza se le riprese furono effettivamente iniziate, ma a seguito degli eventi del 25 luglio, l'evoluzione politica e conseguentemente quella economica influì negativamente su tutti i settori dell'attività industriale, e tra cui il settore cinematografico, strangolato dalla mancanza di capitale. A causa di tutto ciò molte aziende, tra cui la SAFE, vennero messe in liquidazione, obbligando l'interruzione di tutti i progetti cinematografici.